# Meroleuca bogotana
Meroleuca bogotana är en fjärilsart som beskrevs av Eugène Louis Bouvier 1930. Meroleuca bogotana ingår i släktet Meroleuca och familjen påfågelsspinnare. Inga underarter finns listade i Catalogue of Life.